# Ciclismo ai Giochi della X Olimpiade - Chilometro a cronometro
La competizione del chilometro a cronometro di ciclismo dei Giochi della X Olimpiade si tenne il giorno 1º agosto 1932 al Rose Bowl di Pasadena, negli Stati Uniti.

## Risultati
| Pos.    | Atleta             | Nazione       | Tempi   | Tempi   | Tempi  |
| Pos.    | Atleta             | Nazione       | 1º Giro | 2º Giro | Arrivo |
| ------- | ------------------ | ------------- | ------- | ------- | ------ |
| Oro     | Dunc Gray          | Australia     | 27"7    | 52"5    | 1'13"0 |
| Argento | Jacques van Egmond | Paesi Bassi   | 30"2    | 54"6    | 1'13"3 |
| Bronzo  | Charles Rampelberg | Francia       | 27"9    | 52"4    | 1'13"4 |
| 4       | Bill Harvell       | Gran Bretagna | 28"6    | 54"3    | 1'14"7 |
| 4       | Luigi Consonni     | Italia        | 27"9    | 53"2    | 1'14"7 |
| 6       | Lew Rush           | Canada        | 28"1    | 54"1    | 1'15"6 |
| 7       | Harald Christensen | Danimarca     | 29"5    | 55"0    | 1'16"0 |
| 8       | Bernard Mammes     | Stati Uniti   | 29"0    | 56"0    | 1'18"0 |
| 9       | Ernesto Grobet     | Messico       | 31"9    | 60"1    | 1'25"2 |